# Brskut
Brskut  (cyr. Брскут) – wieś w Czarnogórze, w gminie Podgorica. W 2003 roku liczyła 19 mieszkańców.